# Беспорядок (перестановка)
Беспорядок в комбинаторике — перестановка без неподвижных точек; количество беспорядков заданного числа {\displaystyle n} — его субфакториал {\displaystyle !n}.
Пример задачи, где требуется вычислить число всех беспорядков — задача о письмах, считающаяся классикой олимпиадной математики: если {\displaystyle n} писем случайным образом положить в {\displaystyle n} различных конвертов, то какова вероятность, что какое-нибудь из писем попадёт в свой конверт? Ответ даётся выражением:
{\displaystyle 1-{\frac {!n}{n!}}}, при этом при увеличении n вычитаемое {\displaystyle {\frac {!n}{n!}}} стремится к {\displaystyle \lim _{n\to \infty }{!n \over n!}=\lim _{n\to \infty }\sum _{i=0}^{n}{\frac {(-1)^{i}}{i!}}=e^{-1}\approx 0.36788\ldots .}

Таким образом, ответ почти не зависит (при n≥5) от количества писем и конвертов и примерно равен константе {\displaystyle 1-e^{-1}\approx 0{,}63212}.